# Carlos Manuel Pires Marques
Carlos Manuel Pires Marques (Venezuela, 1971) is een Portugees componist, psycholoog, dirigent, klarinettist en cellist van Venezolaans afkomst. Hij gebruikt voor bepaalde werken het pseudoniem Balaú.

## Levensloop
Marques kwam op 10-jarige leeftijd met zijn ouders naar Portugal. Hij leerde de klarinet te bespelen in de muziekschool van de Banda Marcial de Fermentelos (Banda Velha). Later studeerde hij klarinet en cello aan het Conservatório de Música de Aveiro. Verder studeerde hij aan de Universiteit van Aveiro bij António Saiote en Luís Silva en compositie bij  João Pedro Oliveira. Aan deze universiteit behaalde hij zijn diploma als uitvoerend klarinettist en als componist. Aan de Universiteit van Porto studeerde hij verder psychologie en behaalde zijn Master of Science. Hij voltooide zijn studies in dit vak en promoveerde tot Doctor in Psychologie. Hij studeerde verder in Masterclasses voor klarinet bij António Saiote, Manuel Jerónimo, Guy Deplus, Guy Dangain, Walter Boeykens, Howard Klug, Paul Meyer, Michel Arrignon, Robert Spring, Gregory Smith, Enrique Peréz Piquer en Philipe Cuper.
In 1990 won hij als klarinettist een 1e prijs voor kamermuziek tijdens de nationale Concursos da Juventude Musical Portuguesa. Hij was oprichter van het Quinteto 4Portango en naam met dit ensemble de muziek voor de film "Mortinho por chegar a Casa" op.
Hij is dirigent van de Banda Marcial de Fermentelos. Verder is hij pedagogisch directeur van de Escola de Artes da Bairrada.
Naast zijn activiteiten als klarinettist naam hij deel aan masterclasses voor compositie bij Christopher Bochmann, Emmanuel Nunes, João Pedro Oliveira en Amílcar Vasquez Dias. In 1992 kreeg hij een eerbare vermelding tijdens het Concurso de Composição "Prémio Valentino Bucchi" in Rome. In 1994 won hij een 1e prijs bij de compositiewedstrijd georganiseerd door Fundação INATEL (Instituto Nacional de Aproveitamento dos Tempos Livres) en het werk ging door het Jeugdharmonieorkest van de Europese Gemeenschap in première. In 2004 werd hij laureaat van de Concurso de Composição "Maestro Silva Dionísio". Zijn werken worden uitgevoerd door orkesten in Portugal, Nederland (Amsterdam, Utrecht), Frankrijk, Hongarije, Verenigd Koninkrijk (Londen, Manchester), Zwitserland (Zürich, Genève), Mexico-Stad, Caracas, Canada en de Verenigde Staten. Marques is verder voorzitter van de Associação Portuguesa do Clarinete (Portugese federatie van klarinettisten).

## Composities

### Werken voor harmonieorkest
- 2003 Rosa Timorelo, concertfantasie
- 2004 Zéfiro - won de Grande Prémio no Concurso de Composição "Maestro Silva Dionísio" in 2004
- 2005 In memoriam
- 2006 A Commenda
- Tubareg

### Kamermuziek
- 2008 Arabesco V, voor saxofoon
- Arabesquo IV, voor tuba solo
- Sonata Mari's, voor klarinet en piano
  1. Enérgico
  2. Adagio
  3. Andante e Allegro Vivo